# Aillutticus
Aillutticus Galiano, 1987 è un genere di ragni appartenente alla famiglia Salticidae.

## Distribuzione
Le 8 specie oggi note di questo genere sono state rinvenute in America meridionale: 6 sono endemismi del Brasile e uno dell'Argentina; solo la A. nitens è stata ritrovata in entrambe le nazioni.

## Tassonomia
A dicembre 2010, si compone di otto specie:
- Aillutticus knysakae Ruiz & Brescovit, 2006 — Brasile
- Aillutticus montanus Ruiz & Brescovit, 2006 — Brasile
- Aillutticus nitens Galiano, 1987[2] — Argentina, Brasile
- Aillutticus pinquidor Galiano, 1987 — Argentina
- Aillutticus raizeri Ruiz & Brescovit, 2006 — Brasile
- Aillutticus rotundus Galiano, 1987 — Brasile
- Aillutticus soteropolitano Ruiz & Brescovit, 2006 — Brasile
- Aillutticus viripotens Ruiz & Brescovit, 2006 — Brasile

### Nomen dubium
- Aillutticus brutus (Badcock, 1932); un esemplare juvenile, rinvenuto in Paraguay, in un primo momento trasferito a questo genere da Sitticus [3], a seguito di un lavoro dell'aracnologa Galiano è da ritenersi nomen dubium[1].